# Udara
Udara là một chi bướm ngày thuộc họ Lycaenidae.

## Các loài
- Subgenus Udara Toxopeus, 1922
  - Udara akasa (Horsfield, 1828) - White Hedge Blue (India)
  - Udara aristinus (Fruhstorfer, 1917)
  - Udara aristius (Fruhstorfer, 1910)
  - Udara camenae (de Nicéville, [1895])
  - Udara cardia (Felder, 1860)
  - Udara coalita (de Nicéville, 1891)
  - Udara cyma (Toxopeus, 1927)
  - Udara dilectissima (Druce, 1895)
  - Udara dilecta (Moore, 1879) (India, Trung Quốc, Malay Peninsula)
  - Udara drucei (Bethune-Baker, 1906)
  - Udara etsuzoi Eliot & Kawazoé, 1983
  - Udara lanka Moore, 1877 - Ceylon Hedge Blue (Sri Lanka)
  - Udara masinissa (Fruhstorfer, 1910)
  - Udara placidula (Druce, 1895)
  - Udara rona (Grose-Smith, 1894)
  - Udara serangana Eliot & Kawazoé, 1983
  - Udara singalensis (R. Felder, 1868)
  - Udara tenella (Miskin, 1891)
  - Udara toxopeusi (Corbet, 1937)
- Subgenus Selmanix Eliot & Kawazoé, 1983
  - Udara aemulus Eliot & Kawazoé, 1983
  - Udara ceyx (de Nicéville, [1893])
  - Udara nishiyamai Eliot & Kawazoé, 1983
  - Udara santotomasana Eliot & Kawazoé, 1983
  - Udara selma (Druce, 1895)
  - Udara wilemani  Eliot & Kawazoé, 1983
- Subgenus Penudara Eliot & Kawazoé, 1983
  - Udara albocaerulea (Moore, 1879)
  - Udara oviana (Fruhstorfer, 1917)
  - Udara tyotaroi Eliot & Kawazoé, 1983
- Subgenus Perivaga
  - Udara antonia Eliot & Kawazoé, 1983
  - Udara cybele Eliot & Kawazoé, 1983
  - Udara davenporti (Parsons, 1986)
  - Udara laetitia Eliot & Kawazoé, 1983
  - Udara manokwariensis (Joicey, Noakes & Talbot, 1915)
  - Udara meeki (Bethune-Baker, 1906)
  - Udara owgarra (Bethune-Baker, 1906)
  - Udara pullus (Joicey & Talbot, 1916)
  - Udara sibatanii Eliot & Kawazoé, 1983
- Subgenus Vaga
  - Udara blackburnii (Tuely, 1878) - Hawaiian Blue (Hawaii)[1]

## Hình ảnh

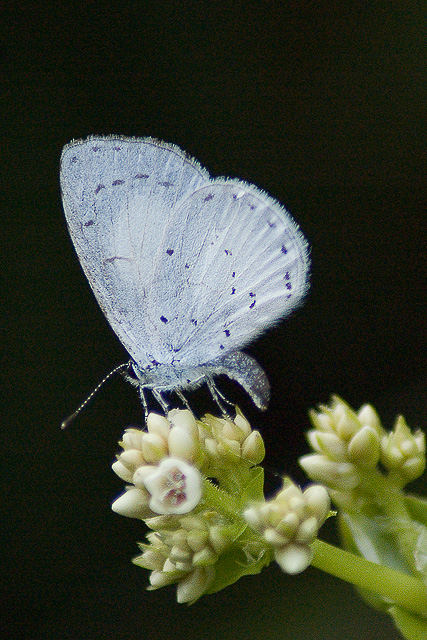